# ميركو أوبازو
ميركو أوبازو (بالإسبانية: Mirko Opazo)‏ هو لاعب كرة قدم تشيلي في مركز الوسط، ولد في 9 فبراير 1991 في سانتياغو في تشيلي. شارك مع منتخب تشيلي تحت 20 سنة لكرة القدم. أما مع النوادي، فقد لعب مع إيفرتون دي فينا ديل مار وكولو-كولو ونادي بالستينو.

## وصلات خارجية
- ميركو أوبازو على موقع قاعدة بيانات كرة القدم.إي يو (الإنجليزية)
- ميركو أوبازو على موقع Soccerway.com (الإنجليزية)
- ميركو أوبازو على موقع AS.com (الإسبانية)